# Gnoes
Gnoes of wildebeesten (Connochaetes) zijn een geslacht van de evenhoevigen behorende tot de familie der holhoornigen (Bovidae).

## Soorten
Het geslacht kent twee soorten, die leven op de grasvlakten van zuidelijk en oostelijk Afrika:
- Connochaetes gnou (Witstaartgnoe) – Karoo, Zuid-Afrika.
- Connochaetes taurinus (Blauwe gnoe) – van Oost- tot Zuid-Afrika.

## Leefwijze
Beide soorten migreren in de droge tijd naar voedselrijke gebieden. Gnoes leggen duizenden kilometers per jaar af. Jongen kunnen al vlug mee met de kudde als ze geboren worden, soms al tien minuten na de geboorte.